# 윅 정리
양자장론에서 윅 정리(Wick定理, 영어: Wick’s theorem)는 그린함수의 섭동전개에 대한 정리이다. 이탈리아의 이론물리학자 잔카를로 비크(이탈리아어: Gian-Carlo Wick)의 이름을 따서 명명되었다.
이것은 영의 온도에서의 그린함수와 장의 연산자가 상호작용 묘사로 주어지면 항상 성립한다. 이때 상호작용하지 않는 해밀토니언 {\displaystyle {\hat {H}}_{0}}에 상호작용하는 해밀토니언 {\displaystyle {\hat {H}}_{\mathrm {int} }}이 섭동으로 주어져서 시간 변화에 따른 계의 변화에 개입한다. 이 조건이 모두 성립하면, 윅의 정리는 연산자들의 기댓값의 곱이 모든 가능한 연산자들의 쌍으로 나타낼 수 있다는 것을 의미한다.

## 설명
윅 정리는 다음과 같이 기술된다.
일련의 장 {\displaystyle \phi _{1}(x_{1})}, {\displaystyle \phi _{2}(x_{2})}, ...의 모음에 대하여 다음의 관계가 성립한다.
{\displaystyle {\mathcal {T}}\phi _{1}(x_{1})\cdots \phi _{N}(x_{N})=:\phi _{1}(x_{1})\cdots \phi _{N}(x_{N}):+\sum _{\textrm {all\ contractions}}:\phi _{1}(x_{1})\cdots \phi _{N}(x_{N}):}
여기서 {\displaystyle {\mathcal {T}}}는 시간 순서이며 :...:는 장들의 표준 순서 배열을 의미한다.
또한 우변 두 번째 항의 합은 장 연산자의 모든 가능한 축약 쌍을 나타낸다.

## 같이 보기
- 산란 행렬
- 표준 순서